# IC 454
IC 454 — галактика типу SBab () у сузір'ї Близнята.
Цей об'єкт міститься в оригінальній редакції індексного каталогу.